# Groupe de la mort
L'expression « groupe de la mort » est généralement donnée par les observateurs et les médias sportifs à un groupe d'équipes d'une compétition sportive, dans lequel le nombre d'équipes de fort niveau est supérieur à celui des autres groupes. Cela signifie que dans un tel groupe les équipes favorites ont un risque plus élevé d'être éliminées prématurément de la compétition. À la vue de cette élimination possible, les rencontres entre ces équipes sont souvent annoncées comme acharnées.
L'expression peut aussi désigner un groupe où une ou des équipes « outsiders » peuvent mettre en péril la qualification des équipes favorites. Enfin, une formation présumée beaucoup plus faible, souvent appelée « petit poucet », qui n'a très peu de chance d'accéder au tour suivant, peut avoir sa place dans un groupe de la mort et termine généralement à la dernière place du groupe. Le groupe B du Mondial de football 2014 en est un exemple avec aux côtés des favoris Espagne et Pays-Bas, le Chili en outsider et l'Australie en « petit poucet ».
Il n'existe pas de définition claire sur cette expression car la notion de « groupe de la mort » est subjective et basée sur des a priori. C'est ainsi que de nombreux débats ont souvent lieu après les tirages au sort de compétitions mondiales ou continentales pour juger de la qualité ou du niveau de difficulté de tel ou tel groupe.

## Origine
L'expression a été utilisée pour la première fois en 1970, à la suite du tirage de la Coupe du monde de football de 1970 au Mexique. Les journalistes mexicains parlent de grupo de la muerte (« groupe de la mort » en espagnol) pour le groupe 3, constitué par l'Angleterre, tenant du titre, le Brésil, grand favori pour la victoire finale, la Tchécoslovaquie, finaliste de la Coupe du monde 1962, et la Roumanie.
L'expression a été popularisée lors la Coupe du monde de 1986, par le sélectionneur de l'Uruguay Omar Borrás, en parlant du groupe E rassemblant le Danemark, demi-finaliste de l'Euro en 1984, l'Allemagne de l'Ouest, finaliste du mondial 1982, l'Écosse et donc l'Uruguay, champion d'Amérique du Sud en 1983. L'expression sera ensuite relayée par les grands médias, The Guardian ou encore The Washington Post parlant de group of death (« groupe de la mort » en anglais).

## Pots
Que ce soit dans les compétitions continentales de clubs (Ligue des Champions, H-Cup), dans celles de sélections nationales (Euro), dans les compétitions mondiales (Coupe du monde de football) ou dans les éliminatoires de toutes ces compétitions, le tirage au sort de groupes peut s'effectuer de manière libre (on parle alors de « tirage intégral ») ou de telle façon que les équipes les plus fortes ne se rencontrent pas (désignation préalable de « têtes de série »). Généralement, afin d'obtenir des groupes aussi équilibrés que possible, des chapeaux sont constitués avant le tirage au sort. Normalement le nombre de chapeaux correspond au nombre d'équipes qu'un groupe peut accueillir. Les équipes sont placées dans les différents chapeaux en fonction de leur « valeur », qui est déterminée par un classement basé sur les résultats lors des dernières saisons ou lors des grandes compétitions. Par exemple, l'UEFA (football) établit un classement des clubs calculé sur les performances des 5 dernières saisons tandis que la FIBA (basket-ball) prend en compte les résultats dans ses compétitions lors des huit dernières années.
Une équipe de chaque chapeau est tirée au sort pour être affectée à un groupe. Des équipes issues d'un même chapeau ne peuvent donc pas se retrouver dans le même groupe. Cependant plusieurs raisons peuvent expliquer la présence de bonnes équipes dans les pots de rang inférieur et donc rendre possible le tirage d'un « groupe de la mort » :
- des mauvaises performances récentes d'une équipe (éliminations rapide des compétitions ou non-participation à ces compétitions) traditionnellement très compétitive,
- des équipes qui se sont renforcées, mais trop récemment pour avoir obtenu le statut de tête de série,
- un nombre d'équipes réputées fortes qui est supérieur à celui que peut contenir le pot des têtes de série,
- des équipes qui progressent entre le tirage au sort et le début de la compétition, quand le tirage au sort a lieu longtemps avant la compétition, comme c'est le cas lors de la Coupe du monde de rugby[1],
- l'attribution automatique d'une place de tête de série pour le tenant du titre ou l'organisateur de la compétition ; ce qui peut décaler une équipe « forte » vers le chapeau suivant.

## Exemples de groupes de la mort

### Basket-ball
| Année | Compétition             | Groupe   | Équipes                        | Source |
| ----- | ----------------------- | -------- | ------------------------------ | ------ |
| 2024  | Jeux olympiques de 2024 | Groupe A | Australie Canada Espagne Grèce | [ 2 ]  |

### Football
| Année     | Compétition                             | Groupe             | Équipes | Source |
| --------- | --------------------------------------- | ------------------ | --- | ------ |
| 2024-2025 | Ligue des nations 2024-2025             | Groupe A2          | Italie Belgique France Israël | [ 3 ]  |
| 2024      | Championnat d'Europe                    | Groupe B           | Albanie Croatie Espagne Italie | [ 4 ]  |
| 2023-2024 | Ligue des champions 2023-2024           | Groupe F           | Paris Saint-Germain Borussia Dortmund AC Milan Newcastle United                                                                          | [ 5 ]  |
| 2022-2023 | Ligue des champions 2022-2023           | Groupe C           | Bayern Munich FC Barcelone Inter Milan Viktoria Plzeň                                                                                    | [ 6 ]  |
| 2021-2022 | Ligue des champions 2021-2022           | Groupe B           | Manchester City Paris Saint-Germain RB Leipzig Club Bruges KV                                                                            | [ 7 ]  |
| 2021      | Championnat d'Europe 2020               | Groupe F           | Allemagne (vainqueur de la Coupe du monde 2014) France (vainqueur de la Coupe du monde 2018) Portugal (vainqueur de l'Euro 2016) Hongrie | [ 8 ]  |
| 2018      | Éliminatoires de la Coupe du monde 2018 | Groupe B           | Algérie Cameroun Nigeria Zambie | [ 9 ]  |
| 2017      | Coupe d'Afrique des nations 2017        | Groupe B           | Algérie Tunisie Sénégal Zimbabwe | [ 10 ] |
| 2016      | Championnat d'Europe 2016               | Groupe D           | Espagne Turquie Tchéquie Croatie | [ 11 ] |
| 2016      | Championnat d'Europe 2016               | Groupe E           | Belgique Italie Suède Irlande | [ 11 ] |
| 2014-2015 | Ligue Europa 2014-2015                  | Groupe H           | Everton FC FK Krasnodar LOSC Lille VfL Wolfsburg                                                                                         | [ 12 ] |
| 2014-2015 | Ligue des Champions 2014-2015           | Groupe E           | Bayern Munich Manchester City CSKA Moscou AS Rome                                                                                        | [ 13 ] |
| 2014      | Coupe du monde 2014                     | Groupe B           | Australie Chili Espagne Pays-Bas | [ 14 ] |
| 2014      | Coupe du monde 2014                     | Groupe D           | Angleterre Costa Rica Italie Uruguay | ,      |
| 2014      | Coupe du monde 2014                     | Groupe G           | Allemagne États-Unis Ghana Portugal | [ 17 ] |
| 2013-2014 | Ligue des champions 2013-2014           | Groupe F           | Arsenal Borussia Dortmund Olympique de Marseille Naples                                                                                  | ,      |
| 2012-2013 | Ligue des champions 2012-2013           | Groupe D           | Ajax Amsterdam Borussia Dortmund Manchester City Real Madrid                                                                             | [ 20 ] |
| 2012      | Championnat d'Europe 2012               | Groupe B           | Allemagne Danemark Pays-Bas Portugal | ,      |
| 2011-2012 | Ligue des champions 2011-2012           | Groupe A           | Manchester City Bayern Munich Naples Villarreal                                                                                          | ,      |
| 2010-2011 | Ligue des champions 2010-2011           | Groupe G           | Ajax Amsterdam AJ Auxerre Real Madrid AC Milan                                                                                           | ,      |
| 2010      | Coupe du monde 2010                     | Groupe G           | Brésil Corée du Nord Côte d'Ivoire Portugal                                                                                              | [ 30 ] |
| 2008      | Championnat d'Europe 2008               | Groupe C           | France Italie Pays-Bas Roumanie | ,      |
| 2006      | Coupe du monde 2006                     | Groupe C           | Pays-Bas Argentine Côte d'Ivoire Serbie-et-Monténégro                                                                                    | ,      |
| 2002-2003 | Ligue des champions 2002-2003           | Groupe G           | Deportivo La Corogne RC Lens Bayern Munich AC Milan                                                                                      | [ 35 ] |
| 2002      | Coupe du monde 2002                     | Groupe F           | Angleterre Argentine Suède Nigeria | ,      |
| 2000      | Championnat d'Europe 2000               | Groupe A           | Allemagne Angleterre Portugal Roumanie                                                                                                   | [ 30 ] |
| 1998      | Coupe du monde 1998                     | Groupe D           | Bulgarie Espagne Nigeria Paraguay | [ 37 ] |
| 1996      | Championnat d'Europe 1996               | Groupe C           | Allemagne Italie Tchéquie Russie | [ 30 ] |
| 1994      | Coupe du monde 1994                     | Groupe B           | Brésil Cameroun Russie Suède | [ 38 ] |
| 1994      | Coupe du monde 1994                     | Groupe D           | Argentine Bulgarie Grèce Nigeria | [ 30 ] |
| 1990      | Coupe du monde 1990                     | Groupe F           | Angleterre Égypte Irlande Pays-Bas | [ 34 ] |
| 1986      | Coupe du monde 1986                     | Groupe E           | Danemark Écosse Uruguay RFA | [ 34 ] |
| 1982      | Coupe du monde 1982                     | Groupe C (2d tour) | Argentine Brésil Italie | [ 34 ] |
| 1970      | Coupe du monde 1970                     | Groupe III         | Angleterre Brésil Roumanie Tchécoslovaquie                                                                                               | ,      |

### Rugby à XV
- Poule B de la coupe du monde 2023, composée de l’Afrique du Sud, de l'Irlande, de l’Écosse, des Tonga et de la Roumanie
- Poule C de la coupe du monde 2019, composée de l’Angleterre, de la France, de l’Argentine, des États-Unis et des Tonga[39].
- Poule A de la coupe du monde 2015 composée de l'Angleterre, de l'Australie, du Pays de Galles, des Fidji et de l'Uruguay[40].
- Poule 1 de la coupe d'Europe 2011-2012 composée du Munster Rugby, de Llanelli, des Northampton Saints et du Castres olympique[41],[42],[43].
- Poule D de la coupe du monde 2011 composée de l'Afrique du Sud, du Pays de Galles, des Fidji, des Samoa et de la Namibie[44].
- Poule D de la coupe du monde 2007 composée de l'Argentine, de la France, de l'Irlande, de la Géorgie et de la Namibie[45],[46].

## «Groupe de la vie»
Au contraire du groupe de la mort, le « groupe de la vie » peut désigner un groupe constitué soit uniquement d'équipes réputées faibles ou des seconds couteaux, soit d'un favori et d'équipes nettement inférieures. Les groupes de la vie ont la particularité d'être « ouverts », c'est-à-dire que chaque équipe soi-disant faible a de bonnes chances de se qualifier pour le tour suivant. Par exemple, le groupe A du Championnat d'Europe de football 2012 constitué de la Pologne, pays coorganisateur de la compétition, de la Grèce, de la Russie et de la Tchéquie a été appelé « groupe de la vie ».
Mais cette expression peut avoir un autre sens. Certains voient les groupes de la mort sous un aspect plus positif et les appellent groupes de la vie, à cause de l'excitation provoquée par les rencontres entre les équipes de haute qualité, rencontres souvent appelées « chocs ». L’Irish Examiner a utilisé l'expression « groupe de la vie » dans ce sens pour évoquer le Groupe E de la Coupe du monde de football 2006.